# Stephen Rubin
Robert Stephen Rubin (* Dezember 1937) ist ein britischer Unternehmer und Verwaltungsratsvorsitzende und Hauptanteilseigner der Holdinggesellschaft Pentland Group die im Schuh- und Bekleidungssektor tätig ist.

## Leben
Er ist der Sohn von dem aus Polen stammenden Berko Rubin (* 1913 als Berko Wrobel) und seiner Frau Minnie, die 1932 unter dem Namen Liverpool Shoe Company ein reines Schuhunternehmen gegründet haben.
Nach dem Besuch der Canford School in Dorset graduierte er 1958 am University College London (UCL).
1964 ging die Firma des Vaters mit Sitz in Edinburgh an die Londoner Börse. Anfang der 1960er Jahre wurde eine Zweigniederlassung in Hongkong gegründet, um die Produktion im asiatischen Raum voranzutreiben. 1969 übernahm Stephen Rubin, nach dem Tod des Vaters die Geschäftsführung. Rubin erweiterte das Portfolio und erwarb unter anderem 1971 den Schiffsmakler Pentland Maritime Shipbrokers Ltd.
Im Jahr 1973 benannte Stephen Rubin das von seinem Vater gegründete Unternehmen in Pentland Industries Ltd. um. 1974 erwarb Rubin für lediglich 51 Pfund eine 51%ige Beteiligung am Bier- und Weinhersteller Unican, die 1978 für eine Million Pfund an Robertson Foods verkauft werden konnte. 1979 begann der Vorstoß in den Sport-Sektor mit dem Lizenz-Vertrieb der Sportmarke Pony. Für das Jahr 1979 konnten bereits Erlöse in Höhe von 25 Millionen Pfund bei einem Reingewinn von einer Million Pfund vermeldet werden. Seit den 1980er Jahren hat Pentland zahlreiche andere Schuh- und auch Modehersteller erworben. 1981 wurde das damals aufstrebende aber finanzschwache Sportschuh-Unternehmen Reebok USA mit 55 % der Anteile zu einer Tochtergesellschaft der Gruppe. Pentland vertrieb nun die Marken Kickers (britische Schuhmarke) und Ellesse (italienische Sportmarke) auf dem britischen Markt.
Durch seine Kontakte zu Herstellern im asiatischen Raum und mit innovativen Design-Ideen entwickelte Stephen Rubin, der von 1981 bis 1984 als CEO von Reebok USA fungierte, die kleine US-amerikanische Schuhmarke Reebok mit damaligem Sitz in Stoughton, Massachusetts, in wenigen Jahren zu einer bedeutenden Sportmarke. Im selben Jahr erwarben Rubin und der US-amerikanische Unternehmer Paul Fireman die Marke Reebok und somit auch das internationale Markenrecht von J.W. Foster and Sons mit Sitz in Bolton für 700.000 US-Dollar und erweiterten das Sortiment um Tennis-Schuhe. 1985 brachten Rubin und Fireman Reebok an die New York Stock Exchange, wodurch Pentland Einnahmen von mehr als 12 Millionen US-Dollar erzielte. 1986 wurden weltweit bereits über 900 Millionen Dollar mit der Marke Reebok erzielt und das Angebot erweitert.
1991 verkaufte die Pentland-Group nach dem Ende eines 10-Jahres-Vertrages seine Reebok-Anteile sukzessive an Reebok sowie deren Anteilseigner, die Investmentbanken First Boston Corporation und Montgomery Securities, und erzielte damit schlussendlich mehr als 700 Millionen Dollar. 1993 erfolgte die Übernahme der Berghaus Ltd., deren Direktor Rubin ebenfalls wurde.
1997 ernannte das Unternehmen Andrew Keith Rubin, den Sohn von R. Stephen Rubin, zum CEO. Unter Andrew Rubin wurde Pentland 1999 privatisiert und ging von der Börse.
Stephen Rubin dessen Frau Angela, sein Sohn Andrew, seine beiden Töchter Carolyn Kubetz und Alison Mosheim sowie ein Schwiegersohn sitzen im Board of Directors von Pentland Brands plc. Seit 1999 wird der Mehrheitsanteil der Familie Rubin an Pentland über die Investment-Firma Robert Stephen Holdings plc kontrolliert. 2009 wurde in den Niederlanden die Pentland Holding B.V. gegründet.
Von 1995 bis 1998 und von 1999 bis 2001 war er Präsident der World Federation of the Sporting Goods Industry (WFSGI) mit Sitz in Ostermundigen, (Schweiz) und auch Mitglied der jüdischen Organisation Jewish Contribution to an Inclusive Europe (CEJI) mit Sitz in Brüssel (Belgien).
2002 erhielt er den Verdienstorden Order of the British Empire (OBE) und 2008 erhält er für sein Lebenswerk den Lifetime Achievement Award von der International Jewish Sports Hall of Fame (IJSHOF) mit Sitz in Netanja (Israel).
Am 21. Juli 2010 ehrt ihn die Nottingham Trent University (NTU) mit dem Ehrentitel „Honorary Degree of Doctor of Art“ als Anerkennung für seine Verdienste für die Schuhe und Sportkleidung und ethische Standards in der Fertigung.